# Liste der Provinzialstraßen in der Provinz Ostflandern
Die Liste der Provinzialstraßen in der Provinz Ostflandern listet die Provinzialstraßen in der belgischen Provinz Ostflandern auf. Diese Straßen werden wegen ihrer Einbeziehung in das belgische Netz der N-Straßen auch als quartäre (= in der vierten Kategorie) Nationalstraßen bezeichnet.

## Provinzziffern
Die Provinzialstraßen werden in Belgien mit dem Buchstaben N und einer dreistelligen Zahl dargestellt. Die erste Ziffer gibt die jeweilige Provinz an. In der Provinz Ostflandern ist dies die Ziffer 4.
Die weiteren Provinzialstraßen tragen in den anderen Provinzen die folgenden Anfangsziffern:
- 1 Antwerpen
- 2 Brabant: Region Brüssel-Hauptstadt sowie Provinzen Flämisch-Brabant und Wallonisch-Brabant
- 3 Westflandern
- 5 Hennegau
- 6 Lüttich
- 7 Limburg
- 8 Luxemburg
- 9 Namur

## Provinzziffer 4
Der Straßenverlauf wird in der Regel von Nord nach Süd und von West nach Ost angegeben.
| Nr.   | Verlauf |
| ----- | --- |
| N 400 | in Kwatrecht – N 407 in Wetteren |
| N 403 | (N 290 in der Provinz Zeeland, Niederlande) – Staatsgrenze – – Sint-Pauwels – R 42/N 16 in Sint-Niklaas |
| N 405 | /N 45 in Aalst – Welle – Denderleeuw – Denderleeuw – N 45 in Ninove |
| N 406 | N 17/N 47 in Dendermonde – N 416 – Appels – Oudegem – Gijzegem – N 41 in Hofstade |
| N 407 | N 445 – Kalken – N 400 in Wetteren |
| N 409 | N 37/N 44 in Aalter – Lotenhulle – Vinkt – Zeveren – N 35 |
| N 410 | (N 251 in der Provinz Zeeland, Niederlande) – Staatsgrenze – N 49 – in Maldegem |
| N 411 | R 41 in Aalst – Moorsel – Baardegem – Provinzgrenze – (N 411 in Brabant) |
| N 415 | N 42 in Oosterzele – N 465 – Scheldewindeke – N 444 – Beerlegem – N 46 – Munkzwalm – N 454 – Elst – |
| N 416 | N 417 in Wetteren – Schellebelle – N 442 – Wichelen – Schoonaarde – N 467 – Appels – N 406 – N 17/N 47 in Dendermonde |
| N 417 | in Kwatrecht – N 462 – N 416 in Wetteren |
| N 419 | (N 419 in der Provinz Antwerpen) – Provinzgrenze – Kruibeke – Steendorp – N 485 – N 16 in Temse |
| N 423 | ( in den Niederlanden) – Staatsgrenze – in Zelzate |
| N 424 | in Gent – N 445/N 456 in Gent |
| N 425 | N 36 – N 60 – N 454 |
| N 434 | N 456 – N 49 – in Eeklo |
| N 436 | N 458 – Assenede (– Abzweig zur ) – in Zelzate |
| N 437 | Hansbeke – N 458 – – Nevele – Vosselare – N 461 – Sint-Martens-Leeme – N 466 – Deurle – N 43 – Nazareth – N 35 – Lozer – Kruishoutem – N 459 – Provinzgrenze – (N 437 in der Provinz Westflandern)                                                         |
| N 439 | N 35/N 60 – Gavere – Dikkelvenne |
| N 440 | N 35 – Grammene – Gottem – Provinzgrenze – (N 440 in der Provinz Westflandern) |
| N 442 | N 445 in Overmere – Uitbergen – N 416 – Wichelen – Lede – /R 46 in Erpe |
| N 444 | in Ledeberg – – N 469 – Merelbeke – Munte – N 415 |
| N 445 | N 70 in Gent – Destelbergen – – Kalken – N 407 – Overmere – N 442 – N 467 – Donk – N 47 in Zele |
| N 446 | N 70 in Belsele – – Waasmunster – Zogge – N 470 in Grembergen |
| N 447 | in Gent – Heusden – Laarne |
| N 448 | N 456 – Oosteeklo – Ertvelde – N 458 – |
| N 449 | in Zelzate – Wachtebeke – Zaffelare – N 70 – Beervelde – – N 445 |
| N 450 | – N 70 in Melsele |
| N 451 | (N 691 in der Provinz Zeeland, Niederlande) – Staatsgrenze – Kieldrecht – Verrebroek – Avenackers – – Vrasene – Nieuwkerken-Waas – R 42 in Sint-Niklaas |
| N 453 | (N 453 in der Provinz Westflandern) – Provinzgrenze – Petegem – N 60 – N 259 in Oudenaarde |
| N 454 | Bevegern – Zottegem – N 462 – Strijpen – Roborst – N 415 – Sint-Blasius-Boekel – Sint-Maria-Horebeke – – N 457 – N 425 – N 48 |
| N 455 | (Niederlande) – Staatsgrenze – Sint-Laureins – N 49 – |
| N 456 | (Niederlande) – Staatsgrenze – N 434 – Kaprijke – N 49 – Lembeke – N 448 – Sleidinge – Evergem – – Wondelgem – N 458 – N 424 in Gent |
| N 457 | N 60 – Maarke-Kerkem – N 454 in Schorisse |
| N 458 | Boekhoute Haven – Boekhoute – N 436 – – Ertvelde – N 448 – – … – Gent, Kanal Gent–Terneuzen – N 456 – R 40 in Gent |
| N 459 | (N 459 in der Provinz Westflandern) – Provinzgrenze – ohne Ort, ohne Abzweig einer klassifizierten Straße – Provinzgrenze – (N 459 in der Provinz Westflandern) – Provinzgrenze – N 43 – Olsene – – Kruishoutem – N 437 – N 60 – N 254/N 494 in Oudenaarde |
| N 460 | N 45 in Terjoden – Haaltert – Heldergem – Aspelare – – Voorde – N 45 in Smeerebbe |
| N 461 | N 44 in Knesselare – Ursel – Zomergem – Merendree (– Abzweig zur N 437 über Landegern) – N 466 in Drongen |
| N 462 | N 417 in Wetteren – Massemen – – Westrem – Sint-Lievens-Houtem – Oombergen – N 46 – N 42 – Zottegem – N 454 – Erwetegem – Sint-Maria-Oudenhove – /N 48 in Nederbrakel                                                                                      |
| N 464 | N 46 in Herzele – Sint-Lievens-Esse – N 42 |
| N 465 | in Melle – Gontrode – N 415 in Oosterzele |
| N 466 | N 35 in Deinze – Bachte – Bachte-Maria-Leeme – Sint-Maria-Leeme – Sint-Martens-Leeme – N 437 – Baarle – – Drongen – N 461 – R 40 in Gent |
| N 467 | N 445 in Donk – Berlare – N 416 in Schoonaarde |
| N 469 | N 60 in Gent – N 444 in Gent |
| N 470 | N 41 in Hamme – N 446 – N 47 in Grembergen |
| N 474 | (N 252 in der Provinz Zeeland, Niederlande) – Staatsgrenze – in Zelzate |
| N 485 | N 70 in Beveren – Haasdonk – – N 419 in Steendorp |
| N 493 | in Nederbrakel – Parike – N 42 in Geraardsbergen |
| N 494 | (N 494 in der Provinz Westflandern) – Provinzgrenze – Wortegem – N 259/N 459 in Oudenaarde |
| N 495 | N 42 in Geraardsbergen – N 496 – Moerbeke – N 272 – Viane – N 263 – Provinzgrenze – (N 495 in Brabant) |
| N 496 | N 42 in Geraardsbergen – N 495 in Geraardsbergen |

## Provinzziffern 2 und 3
Der Straßenverlauf wird in der Regel von Nord nach Süd und von West nach Ost angegeben.
| Nr.   | Verlauf                                                                         |
| ----- | ------------------------------------------------------------------------------- |
| N 255 | in Ninove – Denderwindeke – Provinzgrenze – (N 255 in Brabant)                  |
| N 263 | N 263 in Viane – Provinzgrenze – (N 263 in Brabant)                             |
| N 272 | N 495 in Moerbeke – Provinzgrenze – (N 272 in Brabant)                          |
| N 337 | (N 337 in der Provinz Westflandern) – Provinzgrenze – N 368 in Knesselare       |
| N 368 | (N 368 in der Provinz Westflandern) – Provinzgrenze – Knesselare – N 337 – N 44 |